# János Mailáth
János Mailáth, född 5 oktober 1786 i Pest, död 3 januari 1855, var en ungersk greve och skriftställare. Han var far till György Mailáth.
Mailáth författade dikter, översatte forntyska kväden, ungerska folksagor, noveller och lyrik samt kompilerade flera historiska arbeten, av vilka det största, Geschichte des österreichischen Kaiserstaates (fem band, 1834–50), är intaget i Arnold Hermann Ludwig Heerens och Friedrich August Ukerts samling. På grund av fattigdom och missmod dränkte han sig i Starnbergsjön nära München och följdes frivilligt i döden av sin dotter.